# Chemin-Scoudouc
Ne doit pas être confondu avec Scoudouc.
Chemin-Scoudouc (anglais: Scoudouc Road), est un village du comté de Westmorland, au sud-est de la province canadienne du Nouveau-Brunswick. Le village a le statut de DSL sous le nom légal de Scoudouc Road. Dans le cadre de la réforme de la gouvernance locale du 1er janvier 2023, le DSL a été annexé à la ville de Shédiac.

Évolution territoriale de la paroisse de Shédiac après 1966.

## Toponyme
Le village est nommé ainsi d'après sa position le long du chemin menant de Shédiac à Scoudouc. Scoudouc, est lui-même nommé d'après la rivière Scoudouc, dont le nom dérive du micmac Omskoodook, dont la signification est inconnue. Les missionnaires catholiques utilisaient les variantes Squédouc, Schoudouc ou Squidouc. Jusqu'en 1932, l'orthographe utilisée officiellement était Scadouc. Elle fut alors changée, à la demande de la population, en Scoudouc, une orthographe plus française.

## Géographie
Chemin-Scoudouc est généralement considéré comme faisant partie de l'Acadie.

### Géologie
Le sous-sol de Chemin-Scoudouc est composé principalement de roches sédimentaires du groupe de Pictou datant du Pennsylvanien (entre 300 et 311 millions d'années).

## Histoire
Chemin-Scoudouc est situé dans le territoire historique des Micmacs, plus précisément dans le district de Sigenigteoag, qui comprend l'actuel côte Est du Nouveau-Brunswick, jusqu'à la baie de Fundy.

## Démographie
| 2001 | 2006 | 2011 |
| ---- | ---- | ---- |
| 227  | 206  | 155  |

| 2016 | 2021 | - |
| ---- | ---- | - |
| 193  | 228  | - |

## Économie
Entreprise Sud-Est, membre du Réseau Entreprise, a la responsabilité du développement économique.

## Administration

### Comité consultatif
En tant que district de services locaux, Chemin-Scoudouc est administré directement par le Ministère des Gouvernements locaux du Nouveau-Brunswick, secondé par un comité consultatif élu composé de cinq membres dont un président.
| Période                                  | Période  | Identité    | Étiquette | Qualité |
| ---------------------------------------- | -------- | ----------- | --------- | ------- |
| 200?                                     | en cours | Luke Hickey |           |         |
|                                          |          |             |           |         |
| Les données manquantes sont à compléter. |          |             |           |         |

### Commission de services régionaux
Chemin-Scoudouc fait partie de la Région 7, une commission de services régionaux (CSR) devant commencer officiellement ses activités le 1er janvier 2013. Contrairement aux municipalités, les DSL sont représentés au conseil par un nombre de représentants proportionnel à leur population et leur assiette fiscale. Ces représentants sont élus par les présidents des DSL mais sont nommés par le gouvernement s'il n'y a pas assez de présidents en fonction. Les services obligatoirement offerts par les CSR sont l'aménagement régional, l'aménagement local dans le cas des DSL, la gestion des déchets solides, la planification des mesures d'urgence ainsi que la collaboration en matière de services de police, la planification et le partage des coûts des infrastructures régionales de sport, de loisirs et de culture; d'autres services pourraient s'ajouter à cette liste.

### Représentation et tendances politiques
Nouveau-Brunswick: Chemin-Scoudouc fait partie de la circonscription provinciale de Memramcook-Lakeville-Dieppe, qui est représentée à l'Assemblée législative du Nouveau-Brunswick par Bernard Leblanc, du Parti libéral. Il fut élu en 2006 et réélu en 2010. La partie du territoire située au nord de l'autoroute est quant à elle comprise dans la circonscription provinciale de Kent-Sud, qui est représentée à l'Assemblée législative du Nouveau-Brunswick par Claude Williams, du Parti progressiste-conservateur. Il fut élu en 2001 puis réélu en 2003, en 2006 et en 2010.
 Canada: Chemin-Scoudouc fait partie de la circonscription fédérale de Beauséjour. Cette circonscription est représentée à la Chambre des communes du Canada par Dominic LeBlanc, du Parti libéral.

## Vivre à Chemin-Scoudouc
Le détachement de la Gendarmerie royale du Canada le plus proche est situé à Shédiac. Le bureau de poste le plus proche est quant à lui à Scoudouc.
Les francophones bénéficient du quotidien L'Acadie nouvelle, publié à Caraquet, ainsi que des hebdomadaires L'Étoile, de Dieppe, et Le Moniteur acadien, de Shédiac. Les anglophones bénéficient quant à eux des quotidiens Telegraph-Journal, publié à Saint-Jean et Times & Transcript, de Moncton.